# Les Rousses
Les Rousses ist eine französische Gemeinde im Département Jura in der Region Bourgogne-Franche-Comté. Sie gehört zum Arrondissement Saint-Claude und ist Mitglied im Gemeindeverband Communauté de communes de la Station des Rousses-Haut Jura. Die Bewohner werden Rousselands und Rousselandes genannt. Les Rousses ist ein Touristenort im Hochjura.

## Geographie
Les Rousses liegt auf 1115 m, fünf Kilometer südsüdöstlich von Morez und etwa 32 km nördlich der Stadt Genf (Luftlinie). Das Dorf erstreckt sich im Jura, auf einer Hochfläche südwestlich des Lac des Rousses, oberhalb des Quertals von Morez, am Südrand der Forêt du Risoux, nahe der Grenze zwischen Frankreich und der Schweiz.
Die Fläche des 38,00 km² großen Gemeindegebiets umfasst einen Abschnitt des französischen Juras. Das Hauptsiedlungsgebiet wird von der Hochfläche von Les Rousses eingenommen, die durchschnittlich auf 1100 m liegt und insgesamt eine Fläche von rund 9 km² aufweist. Diese Hochfläche bildet die Wasserscheide zwischen den Einzugsgebieten von der Rhone (im Westen) und vom Rhein (im Osten). Sie fällt nach Westen steil zu den Gorges de la Chaille ab, einem tief eingeschnittenen Erosionstal, das einer Verwerfungslinie quer durch die Juraketten folgt. Entwässert wird das Tal durch den Bief de la Chaille, einen Nebenfluss der Bienne, wobei der Flusslauf stets die Gemeindegrenze markiert.

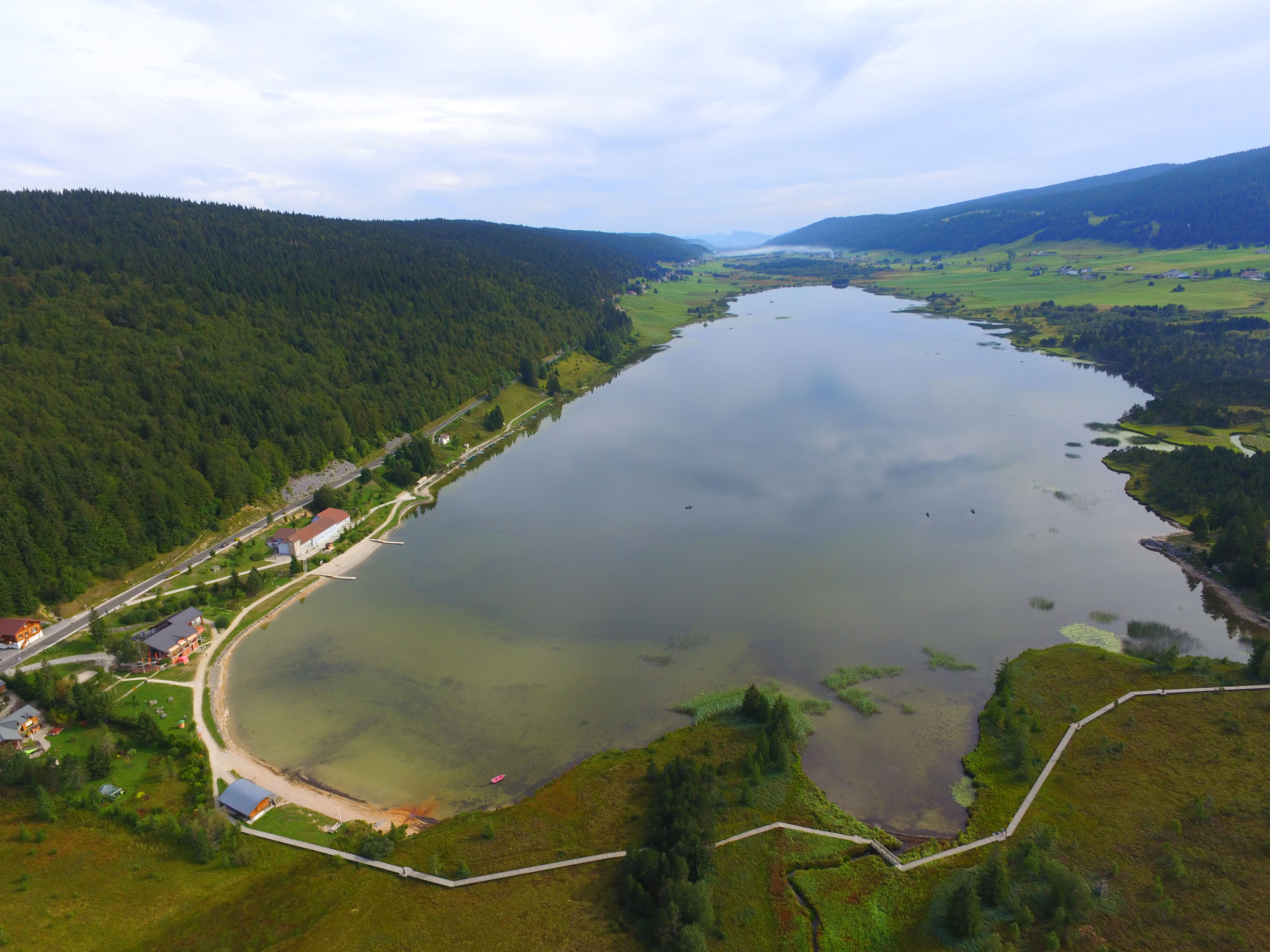
Lac des Rousses

Gegen Osten ist die Hochfläche von Les Rousses nur unmerklich geneigt. Sie wird durch den Lac des Rousses (1058 m) und seine umgebenden Moorflächen begrenzt. Der See, gespeist von verschiedenen Bächen (darunter der Bief Noir), bildet das Quellgebiet der Orbe und leitet zum Hochtal des Vallée de Joux über, einer mehr als 1 km breiten Talfläche zwischen zwei Antiklinalen des Faltenjuras. Die südliche Grenze verläuft stets am Fuß der angrenzenden Kette des Noirmont.
Nach Norden erstreckt sich das Gemeindeareal in das ausgedehnte Waldgebiet der Forêt du Risoux, welches den südwestlichen Abschluss des Mont Risoux bildet. Diese unwegsame Waldlandschaft zeigt typische Karsterscheinungen wie beispielsweise Dolinen, Karrenfelder und oberirdisch abflusslose Mulden, weil das Niederschlagswasser im porösen kalkhaltigen Untergrund versickert. Auf einer Kuppe nahe beim Fort du Risoux wird mit 1302 m die höchste Erhebung von Les Rousses erreicht. Das Gemeindegebiet ist Teil des Regionalen Naturparks Haut-Jura (frz.: Parc naturel régional du Haut-Jura).
Zu Les Rousses gehören neben dem eigentlichen Ort auch mehrere Siedlungen, Weiler, Hofgruppen und Einzelhöfe, darunter:
- La Doye (746 m) in einem Talkessel an der Bienne südlich von Morez
- Trélarce (1020 m) auf einer Geländeterrasse über dem Talkessel der Bienne
- Le Sagy Bas (984 m) auf einem Geländevorsprung über dem Talkessel der Bienne
- Les Rousses-en Bas (1082 m) nördlich des eigentlichen Dorfes
- Les Rousses-d’Amont (1088 m) am Rand der Forêt du Risoux an einem Quellbach der Orbe
- Le Bief de la Chaille (1041 m) im Tal des gleichnamigen Baches am Nordfuß der Montagne des Tuffes
- La Cure (1155 m), Grenzort und Zollstation am Aufgang zum Col de la Givrine
- Les Plans (1085 m) südlich des Lac des Rousses am Westfuß des Noirmont
- Le Gravier (1086 m) südlich des Lac des Rousses am Fuß des Noirmont
- La Bourbe (1077 m) im Tal der Orbe nördlich des Noirmont
- Le Vivier des Rousses (1074 m) nördlich des Lac des Rousses am Fuß der Forêt du Risoux

Nachbargemeinden von Les Rousses sind Prémanon im Süden, Longchaumois im Westen, Hauts de Bienne mit Morez im Nordwesten, Bois-d’Amont im Nordosten sowie die Schweizer Gemeinden Arzier-Le Muids und Saint-Cergue im Südosten.

## Geschichte
Erstmals urkundlich erwähnt wird Les Rousses im 13. Jahrhundert. Hier wurde 1596 eine Konferenz abgehalten, um die Grenzlinie zwischen der Freigrafschaft Burgund und der Schweiz festzulegen. Zusammen mit der Franche-Comté gelangte das Dorf mit dem Frieden von Nimwegen 1678 an Frankreich. 1815 wurde der Übergang bei Les Rousses durch zwei Forts befestigt, um den Eingang nach Frankreich zu kontrollieren.
Das militärstrategisch bedeutende Vallée des Dappes gehörte seit 1648 zur Schweiz, wurde aber von Napoléon I. 1805 annektiert. Nach dem Wiener Kongress wurden 1815 die früheren Besitzverhältnisse wiederhergestellt, doch das Tal blieb ein Streitobjekt zwischen der Schweiz und Frankreich. Durch einen Gebietsabtausch wurde die Dappentalfrage 1862 gelöst, was Auswirkungen auf das Gemeindegebiet von Les Rousses hatte. Der westliche Teil der Talschaft kam definitiv an Frankreich, und sein nördlichster Abschnitt wurde Les Rousses zugeordnet. Im Gegenzug musste Les Rousses einen Teil seiner Gemeindefläche am Hang des Noirmont an die Schweiz abtreten.
Mit der Fertigstellung der meterspurigen Eisenbahnlinie der Chemin de fer Nyon-Saint-Cergue-Morez am 7. März 1921 erhielt Les Rousses einen Bahnanschluss nach Nyon in der Schweiz und nach Morez. Die Bahn diente neben dem Personentransport auch dem Gütertransport (insbesondere für Holz aus dem Hochjura). Der Betrieb auf dem französischen Abschnitt dieser Linie wurde jedoch 1958 eingestellt.

## Sehenswürdigkeiten
Die Pfarrkirche von Les Rousses wurde im 18. Jahrhundert errichtet. Aus der gleichen Zeitperiode stammt auch die Kapelle Notre-Dame-de-la-Frontière. Das ab 1815 erbaute Fort des Rousses gehört zu den größten Befestigungsanlagen seiner Art in Frankreich. In den ausgedehnten Kellerräumen, die man besichtigen kann, werden heute bis zu 140.000 Comté-Käselaibe von 4 bis 36 Monate lang zur Reifung gelagert. Auf der Waldhöhe nördlich des Lac des Rousses befindet sich mit dem Fort du Risoux ein weiteres Befestigungswerk der Barrière de fer. Les Rousses verfügt über ein Skimuseum, das auch als Heimatmuseum für die Region dient.

## Bevölkerung
| Jahr                       | 1962 | 1968 | 1975 | 1982 | 1990 | 1999 | 2006 | 2013 | 2020 |
| Einwohner                  | 1731 | 1755 | 2061 | 2331 | 2840 | 2927 | 3018 | 3137 | 3663 |
| Quellen: Cassini und INSEE |      |      |      |      |      |      |      |      |      |

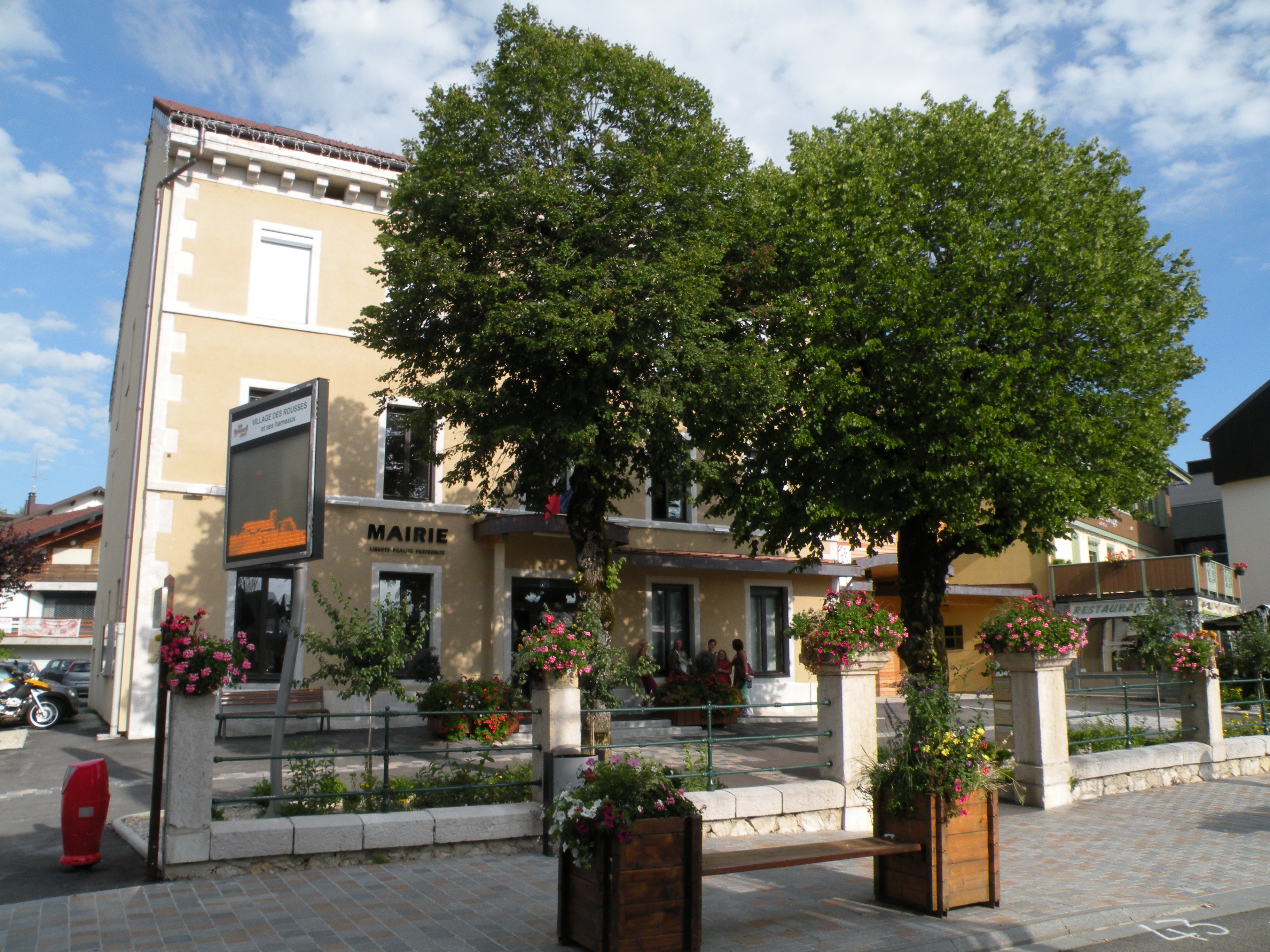
Mairie Les Rousses

Mit 3702 Einwohnern (Stand 1. Januar 2022) gehört Les Rousses zu den mittelgroßen Gemeinden des Départements Jura. Nachdem die Einwohnerzahl in der ersten Hälfte des 20. Jahrhunderts markant abgenommen hatte (1886 wurden noch 2941 Personen gezählt), wurde besonders während der 1980er-Jahre wieder eine deutliche Bevölkerungszunahme verzeichnet.

## Wirtschaft und Infrastruktur
Les Rousses war lange Zeit ein vorwiegend durch die Landwirtschaft, insbesondere Viehzucht und Milchwirtschaft, sowie durch die Forstwirtschaft geprägtes Dorf. Schon früh entwickelte sich auch das Handwerk, zunächst vor allem als Nebenbeschäftigung für die Bauern während des Winterhalbjahres. Zu Beginn des 20. Jahrhunderts etablierte sich in Les Rousses die Brillenherstellung; später kam als wichtiges Unternehmen eine Skifabrik hinzu, die ihren Betrieb 1990 jedoch einstellte. Heute gibt es verschiedene Betriebe des Klein- und Mittelgewerbes. Mittlerweile hat sich Les Rousses zu einem Touristenort sowie zu einer Wohngemeinde gewandelt. Viele Erwerbstätige pendeln nach Hauts de Bienne oder in die Schweiz zur Arbeit.

### Tourismus
Als Erholungsort in einem beliebten Ausflugsgebiet im Hochjura profitiert Les Rousses heute maßgeblich vom Tourismus. Es gehört zum Wintersportgebiet Rousses-Haut-Jura. Die Entwicklung zum Wintersportort begann zwar schon um 1900, setzte aber erst während der 1970er-Jahre so richtig ein. Die Hänge des Noirmont sind durch zahlreiche Skilifte für den alpinen Skisport erschlossen. Auch die Skigebiete am Hang der Dôle und der Montagne des Tuffes sind von Les Rousses leicht erreichbar. Neben dem alpinen Skisport ist Les Rousses dank der ausgedehnten Hochflächen ein Zentrum des nordischen Skisports. Die Gemeinde verfügt über verschiedene Hotels, Ferienwohnungen und Ferienkolonien. Das Zentrum von Les Rousses ist geprägt durch zahlreiche Souvenirläden und Geschäfte, in denen Freizeit- und Sportartikel verkauft werden.
Im Sommerhalbjahr stehen Freizeitaktivitäten wie Wandern, Kanu, Kajak, Angeln, Reiten und Jagd im Vordergrund. Östlich von Les Rousses befindet sich ein Golfplatz (Golf du Rochat und Golf du Mont-Saint-Jean).

### Verkehr
Die Ortschaft ist verkehrstechnisch gut erschlossen. Sie liegt an der Route nationale 5, die von Genf über den Col de la Faucille nach Hauts de Bienne´und weiter nach Dole führt. Weitere regionale Straßenverbindungen bestehen mit Nyon und Le Brassus. Der nächste Anschluss an das Autobahnnetz, die schweizerische A1, befindet sich in einer Entfernung von rund 23 km. Eine Buslinie der regionalen Transportgesellschaft Mobigo verbindet die Gemeinde mit Morez und mit Bois-d’Amont.

## Sport
Die Gemeinde Les Rousses wurde in der Vergangenheit bereits öfters von der Tour de France durchfahren. In den Jahren 1957, 1967, 1969, 1970, 1973, 1974, 1976, 1977, 1981, 1990 und 2001 wurde auf der N5 kurz vor dem Place Centrale eine Bergwertung der 3. Kategorie abgenommen. Im Jahr 1990 wurde der als Côte des Rousses (1097 m) bekannte Anstieg sogar mit der Bergwertung der 2. Kategorie klassifiziert.
Im Jahr 2022 kehrte der 6,7 Kilometer lange Anstieg, der eine durchschnittliche Steigung von 5 % aufweist, auf der 8. Etappe ins Programm der Tour de France zurück.
| Jahr | Etappe     | Bergwertung  | Fahrer               |
| ---- | ---------- | ------------ | -------------------- |
| 1957 | 9. Etappe  | 3. Kategorie | Lothar Friedrich     |
| 1967 | 9. Etappe  | 3. Kategorie | Mariano Díaz         |
| 1969 | 7. Etappe  | 3. Kategorie | Mariano Díaz         |
| 1970 | 10. Etappe | 3. Kategorie | Guerrino Tosello     |
| 1973 | 6. Etappe  | 3. Kategorie | Vicente López Carril |
| 1974 | 9. Etappe  | 3. Kategorie | Andrés Oliva         |
| 1976 | 8. Etappe  | 3. Kategorie | Giancarlo Bellini    |
| 1977 | 14. Etappe | 3. Kategorie | Bernard Quilfen      |
| 1981 | 17. Etappe | 3. Kategorie | Roger Legeay         |
| 1990 | 9. Etappe  | 2. Kategorie | Eduardo Chozas Olmo  |
| 2001 | 9. Etappe  | 3. Kategorie | David Etxebarria     |
| 2022 | 8. Etappe  | 3. Kategorie | Mattia Cattaneo      |

Die Côte des Rousses sollte nicht mit der Station des Rousses (1176 m) verwechselt werden, die in den Jahren 2010 und 2017 als Ankunftsort der Tour de France diente. Die Station des Rousses, befindet sich in der Nachbargemeinde Lamoura und liegt bei dem Skigebiet La Serra.
Durch Les Rousses führt auch der jährlich Anfang Februar stattfindende, größte Skimarathon Frankreichs, die 76 Kilometer lange Transjurassienne. Bei den auch angebotenen kürzeren Distanzen ist Les Rousses Startort.

## Persönlichkeiten

### Söhne und Töchter der Gemeinde
- Maurice Arbez (1944–2020), französischer Skispringer
- Nathalie Bouvier (* 1969), französische Skirennläuferin
- Alain Macle (1944–2020), französischer Skispringer
- Camille Mandrillon (1891–1969), französischer Offizier und Skisportler
- Maurice Mandrillon (1902–1981), französischer Skilangläufer
- Louis Romand (1934–2000), französischer Skilangläufer und Biathlet
- Paul Romand (1930–2011), französischer Skilangläufer und Biathlet
- André Vandelle (1902–1976), französischer Skisportler